# Hicham Mahdoufi
Hicham Mahdoufi (arabisch هشام محذوفي, DMG Hišām Maḥḏūfī; * 5. August 1983 in Khouribga) ist ein ehemaliger marokkanischer Fußballspieler.
Mahdoufi spielte bis 2007 bei Olympique Khouribga in seiner Heimatstadt und wurde mit dem Klub 2007 marokkanischer Meister und gewann 2006 den marokkanischen Pokal. Im Juli 2007 unterschrieb Mahdoufi einen Vertrag beim ukrainischen Klub Dynamo Kiew, kam dort aber nur in der zweiten Mannschaft zum Einsatz und wurde daher bereits am 30. August an den Ligakonkurrenten Metalist Charkiw verliehen. Anschließend kehrte er nach lediglich vier Einsätzen in der Wyschtscha Liha zu Olympique zurück. Mitte 2010 wechselte er zu Jeunesse d’El Massira, ein Jahr später zum amtierenden Meister Raja Casablanca. Dort konnte er sich nicht durchsetzen und schloss sich nach einer Spielzeit Difaâ d’El Jadida an. Im Jahr 2015 beendete er seine Karriere.
Von 2006 bis 2010 war Mahdoufi Nationalspieler seines Landes. Er stand im marokkanischen Aufgebot für die Afrikameisterschaft 2008 in Ghana.